# Sävast
Sävast is een stadje (tätort) binnen de Zweedse gemeente Boden. Het ligt aan de beide oevers van de Sävastån, een parallelrivier van de Lule ten zuidoosten van de plaats Boden. Een deel van het stadje ligt op een eiland Sävastön genaamd. Het dorp heette vroeger Sigfastbyn. Het stadje bestaat uit vier delen: Sävast zelf, het oude Sävast, de wijk op het eiland en Sävastnäs, even ten zuidoosten van het stadje.
Het stadje is al oud. Men vermoedt dat het haar naam heeft gekregen van de Viking Une of Safe, die de rivier optrok. Een andere verklaring komt uit het Fins. Säfast zou afkomen van sedvaistö, hetgeen "vaak dicht" betekent. Als alternatief kan dan nog gelden, dat in 1339 een testament is opgemaakt door een Sigfast.

## Verkeer en vervoer
Bij de plaats loopt de Riksväg 97.
De plaats heeft een station aan de spoorlijn Luleå - Narvik.
Bestuurscentrum: Boden (tätort)
Tätort: Bodträskfors · Gunnarsbyn · Harads · Sävast · Unbyn · Vittjärv
Småort: Åbergstorp · Brännberg · Bredåker · Buddbyn · Degerbäcken · Lakaträsk · Österåker · Överstbyn · Skogså · Sörbyn · Svartbjörnsbyn · Svartlå
Overig: Abramsån · Åkerholmen · Aldernäs · Alträsk · Åskogen · Brobyn · Flarken · Forsnäs · Forsträskhed · Gemträsk · Gransjö · Heden · Hundsjö · Inbyn · Lassbyn · Lombäcken · Mjedsjön · Mockträsk · Nedre Flåsjön · Norra Svartbyn · Norriån · Notträsk · Övre Flåsjön · Råbäcken · Rågraven · Rasmyran · Rödingsträsk · Rörån · Sandträsk · Skogså · Storsand · Svartbäcken · Södra Harads · Valvträsk · Vändträsk · Vibbyn
Wijk Boden: Södra Svartbyn en Trångfors